# Willy Calewaert
Willy Gustaaf Jan Calewaert (* 26. Oktober 1916 in Antwerpen; † 30. Oktober 1993) war ein belgischer Politiker der Belgischen Sozialistischen Partei (BSP-PSB), der unter anderem zwischen 1968 und 1981 Mitglied des Belgischen Senats sowie mehrmals Minister in der Föderalregierung war. Darüber hinaus war er von 1974 bis 1979 Mitglied des Europäischen Parlamentes.

## Leben
Willy Gustaaf Jan Calewaert absolvierte ein Studium der Kriminologie an der Reichsuniversität Gent (RUG) und der Freien Universität Brüssel (VUB), das er 1938 abschloss. Er gehörte zur ersten Generation von Studenten, die die niederländischsprachigen Studiengänge der ULB abschlossen und war während seiner Studienzeit Mitglied der Liberalen Flämischen Studentenvereinigung LVSV (Liberaal Vlaams Studentenverbond). 1939 schloss er seine Promotion zum Doktor der Rechte ab und nahm im Anschluss eine Tätigkeit als Rechtsanwalt in Antwerpen auf. Während der Deutschen Besetzung Belgiens im Zweiten Weltkrieg schloss er sich der Widerstandsbewegung „Onafhankelijksfront“ an. Nach der Befreiung war er von September 1944 bis Mai 1946 stellvertretender Militärstaatsanwalt, ein Amt, das zur Verfolgung von Kriegsverbrechen und Kollaboration eingeführt worden war, und nahm danach wieder seine Tätigkeit als Rechtsanwalt auf. Nachdem er 1953 eine Lehrbefugnis für Hochschulen erworben hatte, wurde am 12. Januar 1956 Dozent an der Rijkshandelshogeschool in Antwerpen und am 10. April 1957 zusätzlich Assistent für Strafrecht und Strafprozessrecht am RUG, ehe er am 22. April 1958 zum Privatdozenten an der dortigen Juristischen Fakultät ernannt wurde.
Am 16. April 1968 wurde Calewaert als Kandidat der Belgischen Sozialistischen Partei (BSP-PSB) erstmals Mitglied des Belgischen Senats und vertrat dort zunächst die Provinz Antwerpen. Im Anschluss wurde er am 7. November 1971 direkt gewählter Senator und vertrat im Senat nach seinen Wiederwahlen am 10. März 1974, am 17. April 1977 und am 17. Dezember 1978 bis zum 7. November 1981 den Bezirk Antwerpen. Zugleich wurde er am 7. Dezember 1971 Mitglied des Niederländischen Kulturrates (Nederlandse Cultuurraad), des Vorläufers des heutigen Flämischen Parlaments, und gehörte diesem bis zum 30. Oktober 1980 an. Während dieser Zeit fungierte er zwischen dem 10. Februar 1972 und dem 19. Februar 1973 als Vorsitzender der BSP-Fraktion im Niederländischen Kulturrat sowie vom 7. November 1978 bis zum 16. Dezember 1978 als Vorsitzender des Ausschusses für Medienpolitik.
Am 26. Januar 1973 wurde Willy Calewaert erstmals in eine Föderalregierung berufen und übernahm in der Regierung Leburton I (26. Januar 1973 bis 23. Oktober 1973) sowie in der Regierung Leburton II (23. Oktober 1973 bis 19. Januar 1974) das Amt des Ministers für nationale Bildung in niederländischer Sprache. Er war als Vertreter des Föderalen Parlaments vom 14. Mai 1974 bis zum 16. Juli 1979 Mitglied des Europäischen Parlamentes. Ferner war er vom 26. November 1974 bis zum 9. März 1977 Mitglied des Flämischen Regionalrates (Vlaamse Gewestraad). Am 3. April 1979 wurde er in die Regierung Martens I berufen und fungierte in dieser sowie in der darauf folgenden Regierung Martens II (23. Januar bis 9. April 1980) als Minister für den öffentlichen Dienst und als Minister für institutionelle Reformen. Im Anschluss wurde er am 18. Mai 1980 in der Regierung Martens III Minister für nationale Bildung und hatte dieses Amt daraufhin auch in der Regierung Martens IV (22. Oktober 1980 bis 6. April 1981) sowie der Regierung M. Eyskens ( 6. April bis 17. Dezember 1981) inne. Er gehörte ferner zwischen dem 21. Oktober 1980 und dem 7. November 1981 als dem Flämischen Rat (Vlaamse Raad) als Mitglied an, der nach der zweiten Staatsreform 1980 aus dem Nederlandse Cultuurraad hervorgegangen und unmittelbarer Vorgänger des 1996 entstandenen Flämischen Parlaments war.
Nach seinem Ausscheiden aus dem Senat wurde Willy Calewaert am 8. November 1981 zum Ehrensenator ernannt und war zuletzt vom 1. Oktober 1984 bis zum 25. Oktober 1986 Richter am Verfassungsgerichtshof.